# Плотницький Олег Юрійович
Олег Юрійович Плотни́цький (нар. 5 червня 1997, с. Липівка, або Летківка, Вінницька область) — український волейболіст, догравальник італійського клубу «Сір Сафети Суса» з міста Перуджі. Майстер спорту України міжнародного класу.

## Із біографії
Народився в Липівка на Вінниччині. Тато — Юрій Володимирович Плотницький — і мама Оксана були волейболістами. Після завершення ігрової кар'єри Юрій Плотницький став тренером. З трьох років Олег проживав у Хмельницькому.. Син у нього тренувався з другого класу, у ДЮСШ-2 «Новатор» у Хмельницькому). У восьмому класі Олег переїхав до Харкова, де навчався в Харківському обласному вищому училищі фізичної культури та спорту.
Навчався в Кам'янець-Подільському національному університеті імені Івана Огієнка.
Першою командою була харківська «Юракадемія». Потім виступав за «Локомотив», найсильніший клуб в історії українського волейболу. Де двічі здобув золоті медалі чемпіонату України.
У листопаді 2017 року отримав запрошення від італійського клубу «Веро Воллей Монца». Наразі є єдиним українським представником у найсильнішій волейбольній лізі. Відіграв два сезони в «Монці», ставши лідером команди, у сезоні 2019-20 перейшов до «Сер Сейфеті Перуджі».
В «Перуджі» він виграв три Суперкубки Італії, нагороджений як MVP у 2022 році, Кубку Італії 2021-22 та Клубному чемпіонаті світу 2022.
У сезоні 2023/24 вперше в кар'єрі здобув золоті нагороди чемпіонату Італії.
З 14 років також бере участь у змаганнях із пляжного волейболу. З першим партнером Микитою Калабердою переміг у юнацькому чемпіонаті України 2011 року. Два роки грав у парі з Дмитром Канаєвим, а потім — з Іллею Ковальовим, партнером по «Локомотиву».

## Виступи за збірну
За юніорську збірну України виступав з 2013 року. У першому матчі грав за команду 1995 року народження.
Гравець збірної України (U-20). У складі студентської збірної України (головний тренер — Уґіс Крастіньш) — півфіналіст Універсіади 2017.
Капітан національної збірної, учасник чемпіонатів Європи, і Чемпіонату Світу.
2021 року виграв срібну медаль Європейської золотої ліги..
2022 року вперше в історії збірна Україна взяла участь у фіналі чемпіонату світу. Олег показав гарну гру і вивів збірну в 1/4 фіналу, де програли збірній Словенії.
2023 року у складі збірної виборов срібні нагороди Європейської золотої ліги та бронзові — кубка претендентів. В обох турнірах українці програли 2-3 збірній Туреччини.

## Досягнення

### У збірній
- Срібний призер Євроліги (2): 2021, 2023.
- Бронзовий призер Кубка Претендентів: 2023.

### Клубні
Україна 
- Чемпіон України (2): 2016, 2017.
- Переможець Кубка України: 2016.
- Фіналіст Кубка України: 2017.
- Переможець Суперкубка України: 2017.

Італія
 Чемпіон Італії: 2024
- Срібний призер чемпіонату Італії (2): 2021, 2022[11].
- Переможець Кубка Італії: 2022.
- Фіналіст Кубка Італії (2): 2020, 2021.
- Переможець Суперкубка Італії (3): 2019, 2020, 2022.
- Фіналіст Кубка виклику:2019.
- Переможець клубного чемпіонату світу: 2022.

### Індивідуальні відзнаки
- Найкращий гравець чвертьфіналів Ліги чемпіонів 2020/21[12].
- Кращий подавальник Чемпіонату світу 2022[13].
- Найкращий приймаючий чемпіонату Італії в сезоні 2022/23[14].